# Wim Coremans
Willy-Mariette "Wim" Coremans (Merksem, 6 mei 1938 – 27 januari 2016) was een Belgisch voetballer die speelde als doelman.
Coremans sloot op 12-jarige leeftijd aan bij de jeugdploegen van Antwerp FC. Zes jaar later maakte hij zijn debuut bij de eerste ploeg tijdens de vriendschappelijke wedstrijd op 11 augustus 1956 tegen 1. FC Nürnberg. Tijdens zijn eerste seizoen in de eerste ploeg, in 1956-57, werd hij met Antwerp landskampioen. Op 29 april 1962 maakte hij in een competitiewedstrijd tegen SC Eendracht Aalst het eerste en enige doelpunt in zijn professionele carrière. In 1968 trok hij voor één seizoen naar Berchem Sport, het daaropvolgende jaar voor één seizoen naar KSV Sottegem om nadien terug bij Antwerp terecht te komen. Na twaalf volledige seizoenen bij Antwerp speelde hij 304 competitiewedstrijden voor deze club. Hij beëindigde zijn carrière als speler-trainer bij KFC Sporting Sint-Gillis-Waas.
Tussen 1956 en 1960 speelde hij in totaal zes wedstrijden voor de nationale jeugdelftallen, tevens behaalde hij acht selecties voor het Belgisch voetbalelftal waar hij echter nooit een basisplaats kon veroveren. Wel speelde hij 23 wedstrijden voor het Belgische B-elftal.